# Adam Smith (cestista)
Adam Terrell Smith (Jonesboro, 8 novembre 1992) è un cestista statunitense.

## Palmarès
- Campionato israeliano: 1

Hapoel Holon: 2021-2022